# Schachfreunde Wirtzfeld
Die Schachfreunde Wirtzfeld sind ein Schachverein aus Wirtzfeld in der Deutschsprachigen Gemeinschaft Belgiens. Der Verein wurde 1998 gegründet und stieg 1999 in die 4. Division auf. Ein Jahr später erfolgte der Aufstieg in die 3. Division. Im Jahr 2001 gründete man eine Spielgemeinschaft mit dem SK Turm Eynatten. 2009, 2013 und 2018 wurden die Schachfreunde Wirtzfeld belgischer Mannschaftsmeister im Schach, 2009 und 2013 jeweils als Aufsteiger.
Bekannte Schachspieler, die für Wirtzfeld gespielt haben, sind unter anderem die Großmeister Sabino Brunello, Alexandre Dgebuadze, Erik van den Doel, Romain Édouard, Sébastien Feller, Daniel Fridman, Tigran Gharamian, Gennadij Ginsburg, Michail Gurewitsch, Thorsten Michael Haub, Daniel Hausrath, Imre Héra, Michael Hoffmann, Ádám Horváth, József Horváth, Andrei Istrățescu, Igor Khenkin, Felix Levin, Arkadij Naiditsch, Friso Nijboer, Hagen Poetsch, Petar Popović, Evgeny Postny, Arkadi Rotstein, Róbert Ruck, Philipp Schlosser, Sebastian Siebrecht, Ivan Sokolov, Aryan Tari und Luc Winants sowie die Internationalen Meister Yuri Boidman, Richard Polaczek, Hans-Hubert Sonntag und Anna Zatonskih, dazu die Frauengroßmeisterin Carmen Voicu-Jagodzinsky und der Fernschach-Großmeister Valeer Maes.